# Цыганка (фильм, 1993)
«Цыганка» (англ. Gypsy) — американский музыкальный телефильм. Пьеса Артура Лоурентса, по которой был снят фильм, основана на автобиографии «Джипси» Розы Ли.

## Сюжет
Акт 1
История начинается в театре Дяди Джоко, где девочки по имени Луиза и Джун участвуют в конкурсе (Let me entertain you). Посреди их выступления, на сцену врывается женщина по имени Роуз Ховик, мать вышеупомянутых детей. Женщина устраивает скандал, забирает детей и едет к своему отцу, дабы выпросить у него денег (Some people). Получив отказ, разгневанная Мадам Роуз решает, что добьется успеха для дочерей сама по себе и, набирая трупу из детей, едет в Лос-Анджелес. Там, в одном из театров, она знакомится с Херби Соммерсом - агентом, согласным взять номер Роуз под свое руководство, а заодно жениться на Мадам (Small world). Дела идут хорошо, благодаря Херби Мистер Грантзигер согласился взять Джун в свой театр, но при одном условии - Роуз должна оставить дочь. Женщина не соглашается, и, устроив истерику, убегает, в то время как Джун мечтает о том, чтобы мать отстала от нее (If mama was married), а Луиза влюбляется в одного из танцоров (All i need is the girl). Но Роуз ожидает потрясение - Джун сама сбежала от матери, ибо ей надоело играть пятилетнюю девочку. Тогда, Роуз обращает внимание на Луизу, которую, до этого момента, считала бесталанной. Роуз обещает сделать ее звездой, а Херби и Луиза, наблюдая за ней, охвачены страхом (Everything's coming up Roses).

Акт 2
Дела у Роуз и компании складываются интересным образом - Роуз полностью переписала номер, дабы Луиза могла его отыграть, но увы, ничего хорошего не вышло, ибо девушка все та же бездарность (Together wherever we go). В итоге, вся компания попадает в театр бурлеска Вичиты, откуда Роуз хочет немедленно сбежать, ибо "ни ее дочь, ни дочь кого-либо из её знакомых никогда не будет танцевать стриптиз" (You gotta get a gimmick). Правда, Роуз достаточно быстро забывает о своих принципах, поняв, что стриптиз - это единственная индустрия, в которой Луиза сможет стать известной. Херби, поражённый тем, на что женщина пошла ради известности, уходит от нее (Small world(reprise))
Луиза, которую объявили под именем "Джипси Роуз Ли", выходит на сцену, где стеснительно ходит по ней, топая в такт музыки. Постепенно, со временем, Джипси осваивается, и становится примадонной бурлеска (Let me entertain you)
Внезапно, ей наносит визит Роуз, которая осуждает дочь за выбранный путь, на что Луиза просит мать таки отстать от нее и отдохнуть. На это, Мадам спрашивает дочь "А ради чего я все эти годы вертелась? Ради кого?!". Луиза отвечает "Я думала, это было для меня, Мама", чем ранит мать до глубины души, и та, хлопнув дверью, уходит.
Роуз выходит на сцену пустого театра, где изливает душу пустому залу, и наконец принимает, что все, что она делала было ради неё самой, а не ради дочерей. Она решает, что теперь настал ее черед, и, смотря на свое светящееся имя на заднем плане, представляет, что она звезда (Rose's turn). На сцену выходит Луиза, аплодирует матери, и говорит, что та и вправду могла бы стать великой актрисой. Роуз извиняется перед дочерью, а Луиза извиняется перед матерью, приглашая ее на вечеринку. Роуз говорит, что видела афишу, на которой большими буквами было написано "Мадам Роуз...", а гигантскими буквами "И её дочь Джипси!". Они смеются, Роуз в последний раз смотрит на пустую сцену и, приняв тот факт, что звездой ей уже точно не стать, уходит. Огни сцены зажигаются, и моментально тухнут, давая понять, что фильм подошел к концу...

## В ролях
- Бетт Мидлер — мама Роуз / Мадам Роуз / Роуз Ховик
- Питер Ригерт — Херби
- Синтия Гибб — Луиза / цыганка Роза-Ли
- Эдвард Аснер
- Кристин Эберсоул — Тесси
- Майкл Джитер — мистер Голдстоун
- Андреа Мартин — мисс Крэтчитт
- Линда Харт — мисс Мазеппа
- Анна МакНили — мисс Электра
- Дженнифер Рэй Бек — Джун (взрослая)

## Награды и номинации
- В 1993 году Бетт Мидлер получила премию «Золотой глобус» за лучшую женскую роль в мини-сериале или телефильме.